# Steve Perrin
Pour les articles homonymes, voir Perrin.
Stephen Herbert Perrin, connu comme Steve Perrin, né le 22 janvier 1946 et mort le 13 août 2021, est un écrivain et auteur américain de jeux de rôle, notamment de RuneQuest (1978).

## Biographie
Membre de la Society for Creative Anachronism (« Société pour un anachronisme créatif ») qui reconstitue des combats médiévaux, Steve Perrin fut l'un des premiers à modifier les règles de combat héritées de Donjons et Dragons en développant le système qui allait devenir le Basic Role-Playing (BRP), système utilisé dans presque tous les jeux de Chaosium.
En plus des règles de RuneQuest pour l'univers de Glorantha de Greg Stafford, il a également créé le jeu Superworld (en), Elfquest chez Chaosium, et divers suppléments et scénarios chez plusieurs compagnies (notamment Hero Games (en) pour Champions et TSR).
Par la suite, il a plutôt travaillé pour des entreprises de jeux vidéo : Interplay Productions, Maxis et Spectrum HoloByte, pour la conception de jeux, le test et l'écriture des modes d'emploi. Il a en particulier collaboré à Starfleet Academy, Sim City 2000 et Flight of the Intruder.
Il a aussi écrit le scénario de quelques comic books.
En 2016, il participe à la conception de la nouvelle édition de RuneQuest qui paraît en 2018. En 2019, il réintègre officiellement l'éditeur Chaosium en tant que créatif consultant.
Sa mort est annoncée par Chaosium dans un hommage publié le 13 août 2021. Ses collègues saluent « l'un de [leurs] Grands Anciens » (allusion aux Grands Anciens du mythe de Cthulhu d'Howard Phillips Lovecraft, l'un des univers-phare des jeux de Chaosium) et « un génie de l'innovation ».

## Œuvres littéraires

### SérieWild Cards
1. (en) Joker Moon, 2021Anthologie de nouvelles écrites avec Michael Cassutt, Leo Kenden, David D. Levine, Victor Milán, John J. Miller, Mary Anne Mohanraj, Christopher Rowe, Walton Simons, Melinda Snodgrass et Caroline Spector